# Eddelak
Eddelak település Németországban, Schleswig-Holstein tartományban. Lakosainak száma 1361 fő (2023. december 31.).

## Népesség
A település népességének változása:
| Lakosok száma | 1352 | 1361 | 1335 | 1345 | 1355 | 1361 |
|               | 1975 | 2017 | 2019 | 2021 | 2022 | 2023 |